# August Bøge
August Ernst Severin Bøge, (28. marts 1892 i Korsør - 12. oktober 1976 i Brøndbyøster), var en dansk fodboldspiller, højre wing i B.93 hvor han spillede 94 kampe og scorede 22 mål i perioden 1917-1926. Han spillede en A-landskamp for Danmark hvor han også scorede et mål. 
Bøge fik efter tre afbud sin enlige landskamp som 34-årig, og aldersmæssigt er det historisk kun overgået af Johannes Gandil (B.93) i 1908 og målmanden Peter Kjær (Silkeborg IF) i 2001.  
Landskampen mod Finland blev spillet i Helsingfors 20. juni 1926. Den gav et noget overraskende nederlag til Danmark på 2-3. Bøge scorede i det 16. minut og bragte Danmark foran 2-1. 
Bøge havde kun spillet i københavnerklubben Velo, inden han som 26-årig kom til B.93. Han var med på B93's tur til Spanien ved årsskiftet 1921, som gav sejre over både Barcelona med 2-1) og Athletic Bilbao med 3-2.
Bøge var flymekaniker og bøssemager.